# Запорожцы (картина)
«Запорожцы» (также известна под названием «Запоро́жцы пи́шут письмо́ туре́цкому султа́ну») — картина русского художника Ильи Репина. Огромное панно (2,03 × 3,58 м) было начато в 1880 и закончено в 1891 году.
Этюды к картине художник писал в кубанской станице Пашковской, Екатеринодаре, в поместье Качановка Черниговской губернии и в Кубанской области.

## Сюжет
По легенде, письмо было написано в 1676 году кошевым атаманом Иваном Серко «со всем кошем Запорожским» в ответ на ультиматум султана Османской империи Мехмеда (Мухаммеда) IV. В то время шла русско-турецкая война 1672—1681 годов и султан в письменной форме потребовал от Запорожской Сечи подчиниться ему, как это сделал правобережный гетман Пётр Дорошенко. Оригинал ответного письма казаков не сохранился, однако в 1870-х годах екатеринославским этнографом-любителем Я. П. Новицким была найдена копия, сделанная в XVIII веке. Он передал её известному историку Дмитрию Яворницкому, который однажды зачитал её, как курьёз, своим гостям, среди которых был, в частности, Илья Репин. Художник заинтересовался сюжетом и в 1880 году начал первую серию этюдов.

## История создания
В обращении к теме запорожцев Репину, который и сам в достаточной мере знал историю Украины, помогал историк Д. И. Яворницкий. В письме В. Стасову Репин писал: «Чертовский народ! Никто на всём свете не чувствовал так глубоко свободы, равенства и братства. Во всю жизнь Запорожье осталось свободно, ничему не подчинилось!».
А в письме Н. С. Лескову Репин так описывал «Запорожцев»:

А знаете ли, я должен Вам признаться, что я и в «Запорожцах» имел идею… И наше Запорожье меня восхищает этой свободой, этим подъёмом рыцарского духа. Удалые силы русского народа отреклись от житейских благ и основали равноправное братство на защиту лучших своих принципов веры православной и личности человеческой. Теперь это покажется устарелыми словами, но тогда, в то время, когда целыми тысячами славяне уводились в рабство сильными мусульманами, когда была поругана религия, честь и свобода, это была страшная животрепещущая идея. И вот эта горсть удальцов, конечно даровитейших людей своего времени, благодаря этому духу разума (это интеллигенция своего времени, они большею частью получали образование) усиливается до того, что не только защищает Европу от восточных хищников, но грозит даже их сильной тогда цивилизации и от души хохочет над их восточным высокомерием.

Предварительные зарисовки осуществлял во время путешествия по Запорожью в 1880—1881 годах («Малорусские типы»). Путешествовали они с Валентином Серовым, в ту пору ещё начинающим молодым художником.

Ещё мальчиком Серов не пропускал ни одного мотива живой действительности, чтобы не схватиться за него оружием художника… Гораздо позже, путешествуя по Днепру, по местам бывших Запорожских сечей, указанных мне Костомаровым, мы вместе переправлялись на остров Хортицу на пароме. Пристань Хортицы оказалась прекрасной ровной площадью палевого песку, жарко нагретого солнцем. Кругом невысокие гранитные тёмно-серые скалы, дальше — кустарник и голубое-голубое небо.
Мы долго бродили по Хортице, казавшейся нам выкованной из чистого палевого золота с лиловыми тенями, слепившего нам глаза на раскалённом солнце, — это впечатление создавали густо покрывавшие большие пространства палевые иммортели. Осматривали мы старые, уже местами запаханные колонистами запорожские укрепления; пили у колонистов пиво; устали изрядно.
Но на другой день, как только мы оправились, я увидел, что Валентин уже компонует характерную сцену из жизни запорожцев. Со мною были две прекрасные излюбленные нами книжки Антоновича и Драгоманова — «История казачества в южнорусских песнях и былинах». Мы зачитывались эпосом Украины, и Серов, пробыв в киевской гимназии около двух-трёх лет, уже прекрасно смаковал суть украинского языка. Но не думайте, что он взял какую-нибудь казённую сцену из прочитанного; его тема была из живой жизни «лыцарей», как будто он был у них в сараях-лагерях и видел их жизнь во всех мелочах обихода.
Действие происходит на песчаной пристани парома — Кичкас, так слепившей нас вчера. Запорожцы привели сюда купать своих коней.
И вот на блестящем стальном Днепре, при тихой и тёплой погоде, многие кони, подальше от берега, уже взбивают густую белую пену до небес; голые хлопцы барахтаются, шалят в теплой воде до упоения, балуясь с лошадьми; вдали паром движется на пышущем теплом воздухе — таков фон картины; самую середину занимает до чрезвычайности пластическая сцена: голый запорожец старается увлечь в воду своего «чёрта», а этот взвился на дыбы с твёрдым намерением вырваться и унестись в степь. Конь делает самые дикие прыжки, чтобы сбить казака или оборвать повод, а казак въехал по щиколотку в песок цепкими пальцами ног и крепко держит веревку, обмотав её у дюжих кулаков мускулистых рук: видно, что не уступит своему чёрному скакуну. Солнечные блики на чёрной потной шерсти лошади, по напряженным мускулам и по загорелому телу парубка создавали восхитительную картину, которой позавидовал бы всякий баталист.
— И. Репин, «Далёкое близкое»

Эскизы картины
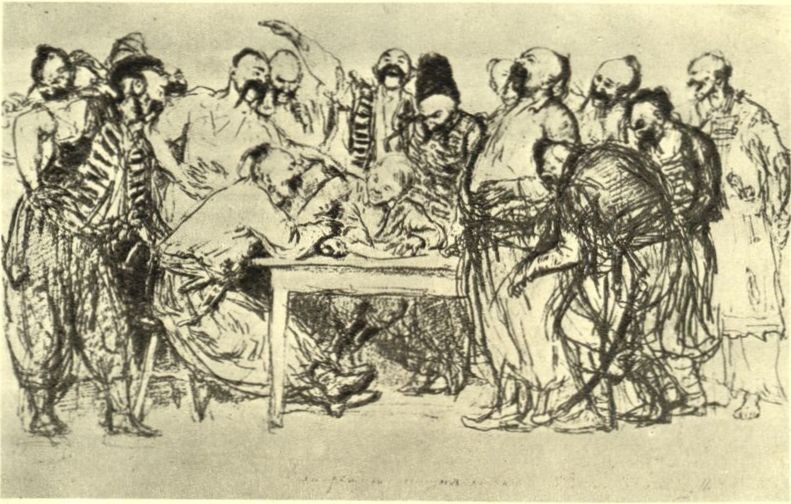
Эскиз древесным углем (1878). Третьяковская галерея
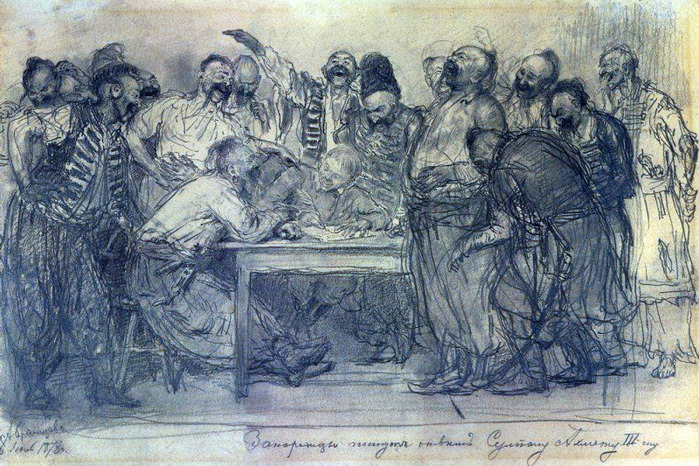
Эскиз древесным углем (1878). Третьяковская галерея
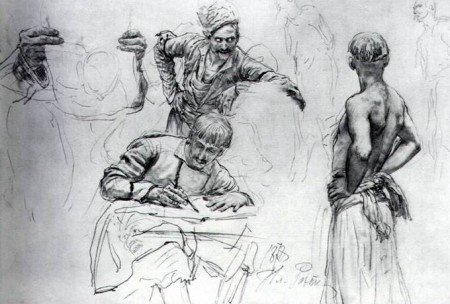
Эскиз древесным углем (1878). Третьяковская галерея
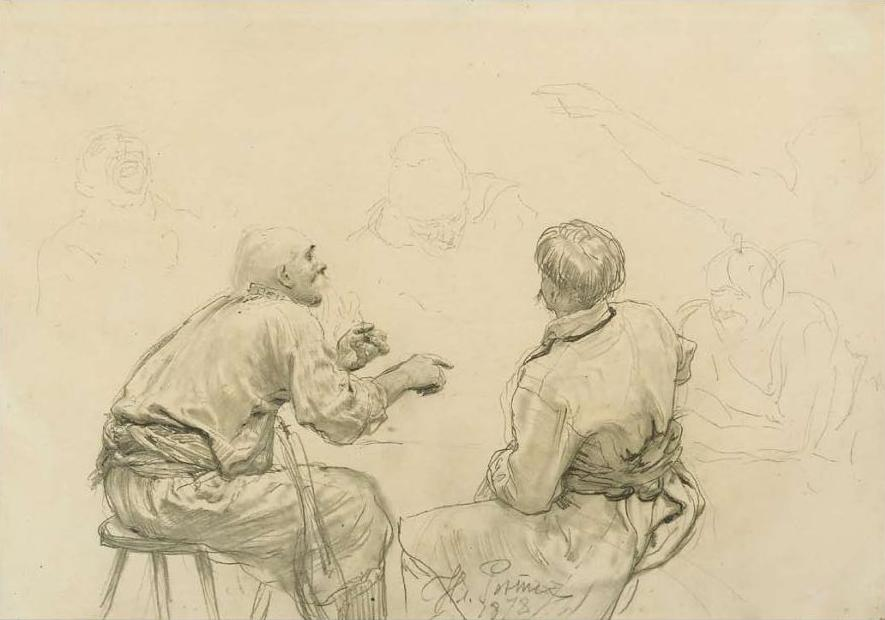
Эскиз древесным углем (1878). Частная коллекция

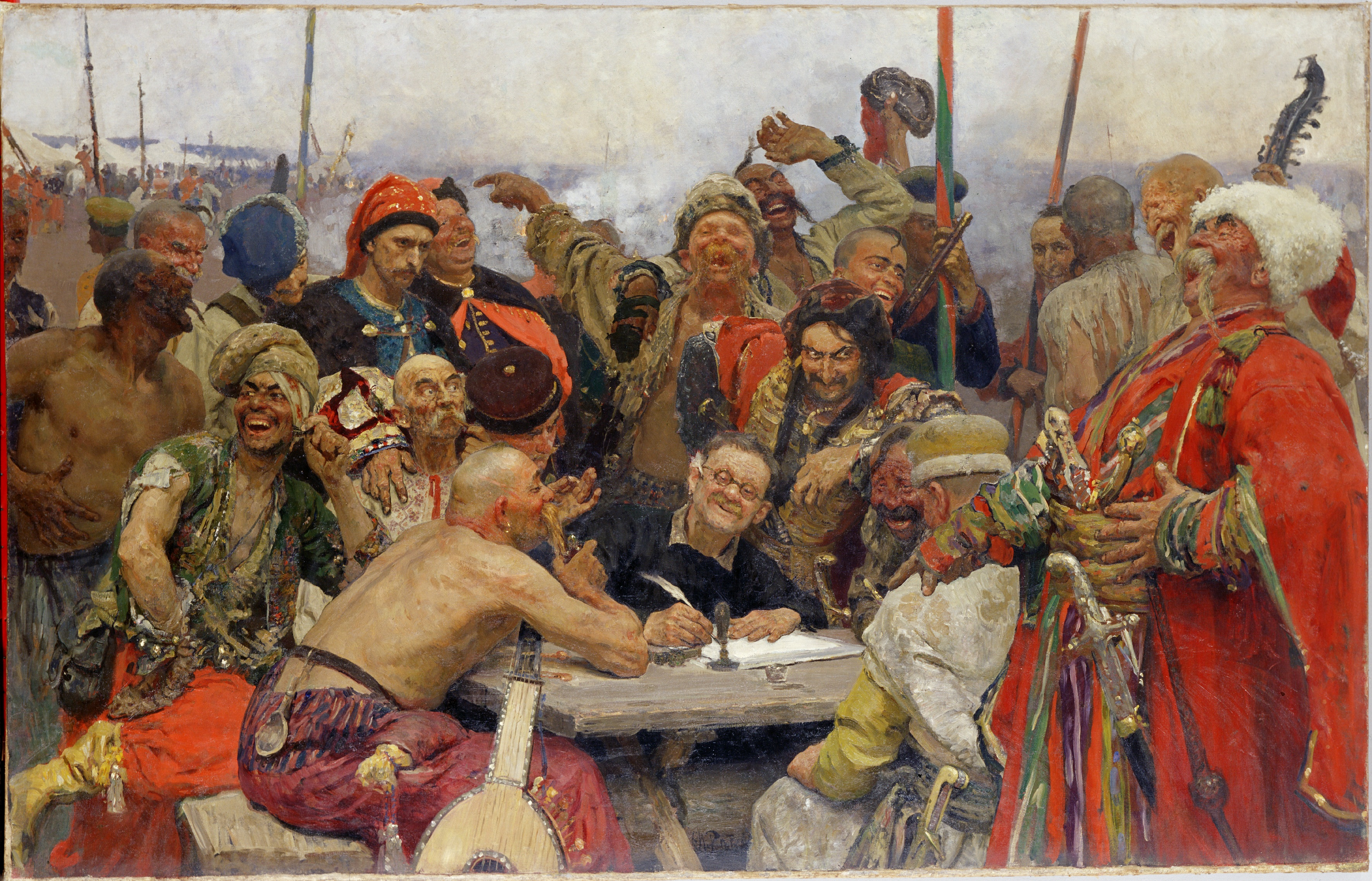
Вторая версия картины 1893 года, хранящаяся в Харьковском художественном музее

После 1880 года Репин неспешно занимался подбором моделей для картины и долго рисовал эскизы. Среди людей, позировавших ему, были многие известные личности. В частности, для фигуры писаря Репин выбрал своего консультанта — историка Дмитрия Яворницкого, а натурщиком для атамана Сирко стал журналист Владимир Гиляровский. Существует миф, что Дядя Гиляй изображал хохочущего толстяка в белой папахе. Но Гиляровский был много моложе, ему было чуть более 30 лет. Для этого пожилого казака с трубкой позировал профессор Александр Рубец.
Большую часть оружия, амуниции и другой казацкой атрибутики Илья Репин перерисовал с экспонатов коллекции Яворницкого.
Первый законченный эскиз маслом появился в 1887 году. Репин подарил его Яворницкому. Позже Яворницкий продал его П. М. Третьякову, и эскиз был сохранён в Третьяковской галерее. Основной вариант картины был завершён в 1891 году.
После первого публичного обозрения художника критиковали за то, что по мнению многих картина была «исторически недостоверной». Тем не менее судьба полотна сложилась удачно. После шумного успеха на нескольких выставках в России и за рубежом (Чикаго, Будапешт, Мюнхен, Стокгольм) картину в 1892 году купил за 35 тыс. рублей император Александр III. Картина оставалась в царском собрании до 1917 года, а после революции оказалась в собрании Русского музея.
Ещё не завершив основной вариант, Репин в 1889 году начал работу над вторым, который он так и не закончил. Это полотно несколько уступает по размерам первоначальному варианту и является, так сказать, кулуарным экземпляром. Второй вариант «Запорожцев» художник попытался сделать более «исторически достоверным». Хранится он сейчас в Харьковском художественном музее.

## Натурщики героев картины
Натурщиками персонажей картины послужили многие известные современники Репина, в основном украинцы по происхождению:
| Лицо | Модель | Лицо | Модель |
| ---- | --- | ---- | --- |
|      | Натурщиком для одного из самых колоритных персонажей картины стал преподаватель рисовальной школы Общества поощрения художеств, активный участник петербургского творческого объединения «Мир искусства» художник Иван Францевич Ционглинский, поляк по национальности. |      | Один из центральных персонажей картины кошевой атаман Иван Дмитриевич Серко был написан с генерала Михаила Ивановича Драгомирова. |
|      | Красавец с благородными чертами лица и интеллигентной улыбкой был написан в Петербурге с сына Варвары Икскуль-Гильденбандт, внучатого племянника композитора Михаила Глинки, камер-пажа. На картине юноша представлял собой образ Андрия — младшего сына Тараса Бульбы. |      | Персонаж, изображающий татарина и на самом деле рисовался со студента-татарина. А выразительные белые зубы были изображены художником с черепа казака-запорожца, найденного на раскопках возле Сечи. |
|      | Высокий казак с повязкой на голове писался с руководителя класса батальной живописи в Академии художеств Николая Дмитриевича Кузнецова, грека по национальности. На картине символизировал образ старшего сына Тараса Бульбы — Остапа.                                  |      | Для толстяка, который изображал самого Тараса Бульбу, прототипом стал профессор Петербургской консерватории Александр Иванович Рубец. Будучи родом из Стародуба, он был потомком польского шляхетского рода. Существует также версия, что для персонажа позировал журналист Владимир Гиляровский. |
|      | Беззубый сморщенный старик с трубкой был зарисован Репиным со случайного путника на пристани Александровска. Имени его история не сохранила. |      | Выглядывающий из-за Тараса Бульбы унылый, худой, высокий длинноусый казак — это солист Мариинского театра Фёдор Игнатьевич Стравинский. |
|      | Подстриженный под горшок Бурсак, который ещё не успел отрастить усы — это художник Порфирий Денисович Мартынович. Интересно, что Илья Репин писал картину не с живой натуры, а с гипсовой маски, снятой с лица Мартыновича.                                             |      | Образ казака с лысой головой и выразительным затылком написан с обер-гофмейстера Георгия Петровича Алексеева, который вначале с негодованием отверг предложение Репина позировать ему в такой неприглядной позе. На помощь художнику пришёл Дмитрий Яворницкий, который пригласил Алексеева посмотреть свою коллекцию монет. Пока Алексеев рассматривал коллекцию, сидевший за ним художник сделал необходимую зарисовку. Узнав себя на картине, Георгий Петрович был очень обижен на обоих. |
|      | Для мрачного казака с сумеречным взглядом позировал коллекционер и меценат Василий Тарновский-младший. В 1880 году Репин в имении у Тарновского рисовал казачью амуницию, а заодно сделал эскиз и самого хозяина имения.                                                |      | Полуголый казак-картёжник — это педагог народной школы Константин Дмитриевич Белоновский. По другой версии — это драматург Марк Лукич Кропивницкий. Художник изобразил любителя азартных игр полуобнажённым в связи с тем, что в Сечи при серьёзной игре казаки снимали рубашки, чтобы нельзя было спрятать карты за пазуху и в рукава. |
|      | В образе казака Голоты изображён кучер Василия Тарновского Никишка. Художник, будучи восхищён его щербатостью, одноглазостью, нетрезвостью и смешливостью, успел зарисовать его, когда они вместе с Тарновским переправлялись через Днепр на пароме.                    |      | В образе писаря запечатлён главный вдохновитель и консультант художника Дмитрий Иванович Яворницкий. Для того чтобы заставить улыбнуться бывшего в мрачном настроении Яворницкого, Репину пришлось показать ему журнал с карикатурами. |

## Отражение в культуре

### Проза
У Ильфа и Петрова в романе «Двенадцать стульев» в качестве одного из возможных планов Остапа Бендера упоминается «распространение ещё не написанной, но гениально задуманной картины „Большевики пишут письмо Чемберлену“, по популярной картине художника Репина: „Запорожцы пишут письмо турецкому султану“». В реальности существовала карикатура в журнале «Красный перец» № 6 за 1923 год, с. 7, изображавшая лидеров СССР в позах, аналогичных репинским казакам и писавших письмо лорду Керзону.
В книге Владимира Малика «Фирман султана» описывается написание казаками письма турецкому султану.

### Скульптурные композиции по мотивам картины
В Краснодаре на пересечении ул. Красной и Горького по мотивам картины установлен барельеф. Идея его создания принадлежит администрации города. Автор композиции — скульптор Валерий Пчелин (Краснодар). Памятник открыт в 2008 году, через 120 лет после посещения Репиным Кубани в целях сбора натурного материала для картины. Надпись на памятнике гласит «Сей памятный знак поставлен в честь славных предков наших — кубанцев, наследников воинства Запорожского, послуживших русскому художнику Илье Репину прототипами героев картины „Запорожцы пишут письмо турецкому султану“».

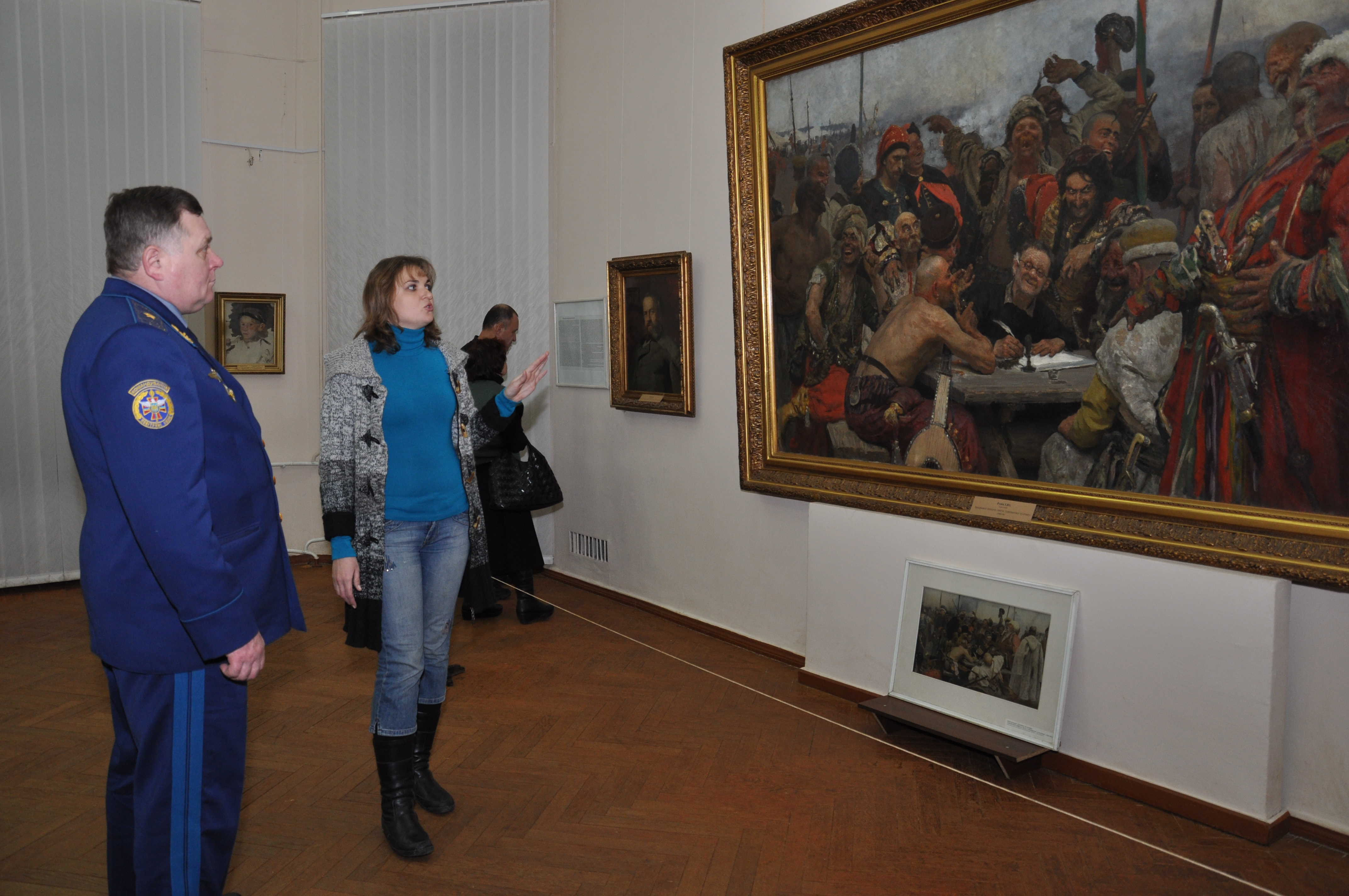
Харьковская версия в музее, 2011

В 2009 году накануне Дня казачества Украины на берегу реки Молочной в селе Тамбовка Мелитопольского района Запорожской области была торжественно открыта скульптурная композиция «Запорожские казаки пишут письмо турецкому султану». Изготовленный из металла почти 60 лет назад местным мастером, участником Великой Отечественной войны Владимиром Федоровичем Дорониным памятник получил вторую жизнь благодаря скульптору Борису Тихоновичу Солянику.

### В кинематографе
В фильме Владимира Бортко «Тарас Бульба» казаки пишут письмо турецкому султану под диктовку Бульбы: в одном эпизоде герои располагаются в кадре так же, и как казаки на картине Репина.
В мультфильме Владимира Дахно «Энеида» по травестированной поэме украинского поэта И.П. Котляревского иронически переосмысляются различные сюжеты мировой живописи и скульптуры, в том числе и «Запорожцы» Репина (эпизод, где троянцы-казаки во главе с атаманом Энеем сочиняют ответ князю Турну).
В кинокомедии «Самый лучший фильм 3-ДЭ» встречается пародия на картину в виде съёмок отрывка фильма.

### На почтовых марках

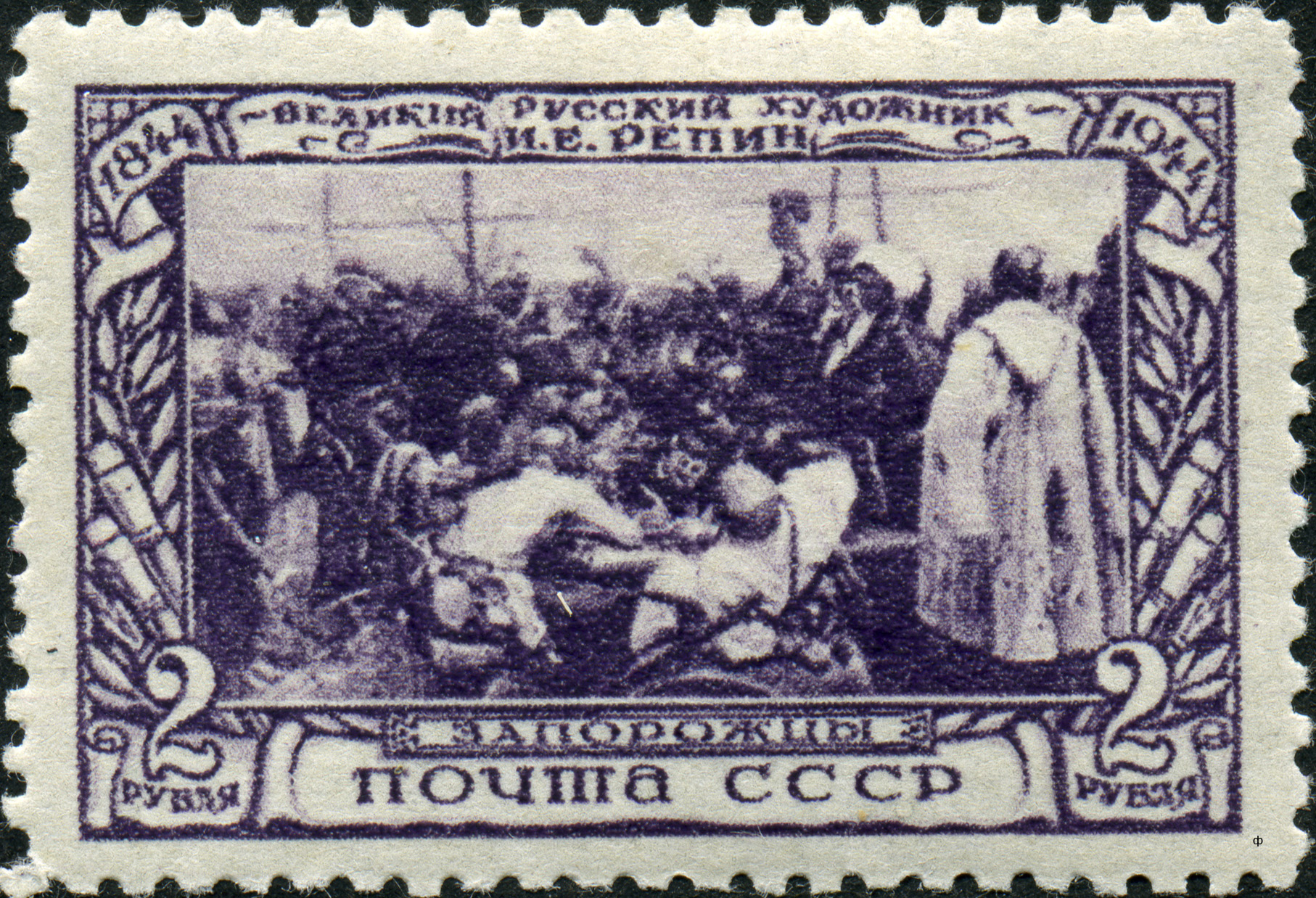
Почтовая марка СССР, 1944 год
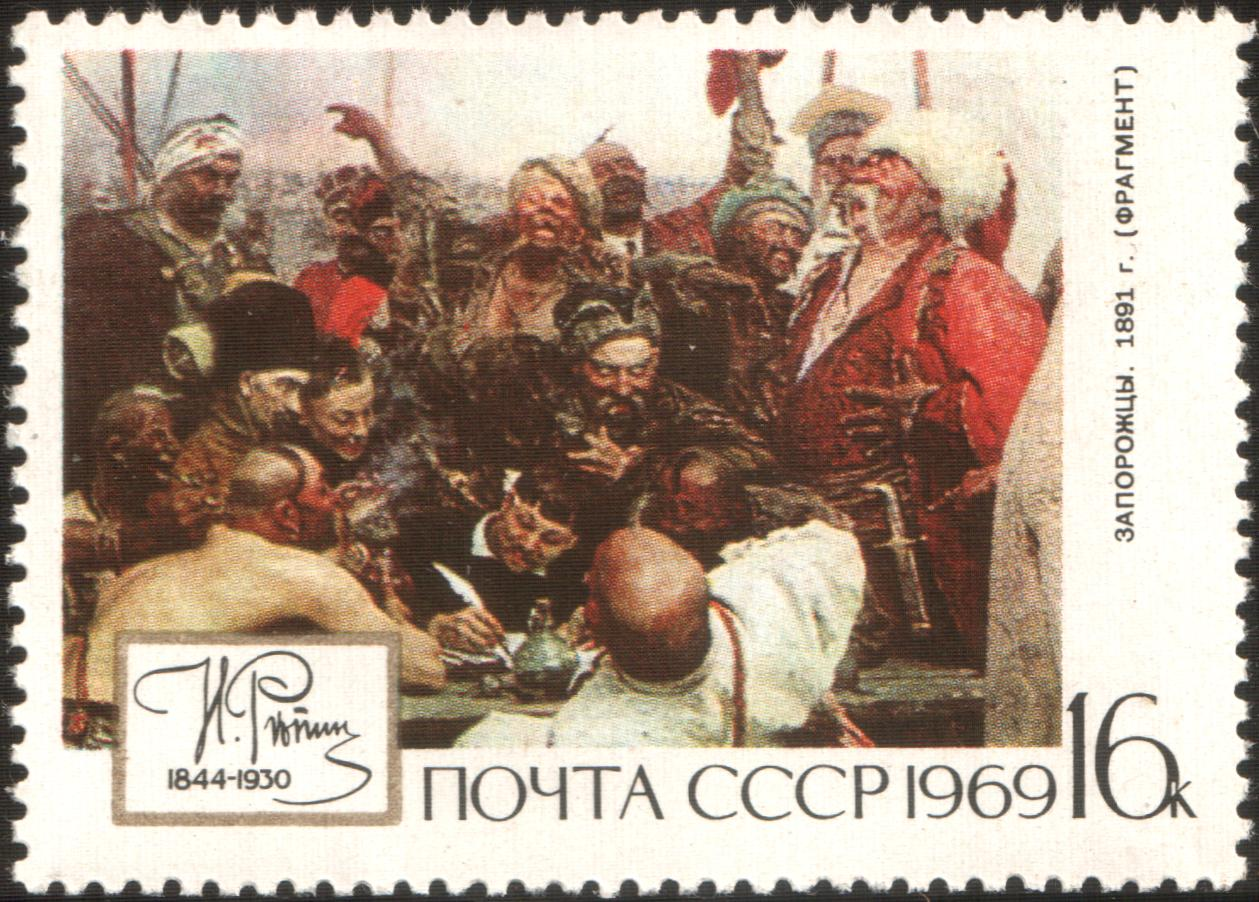
Почтовая марка СССР, 1969 год
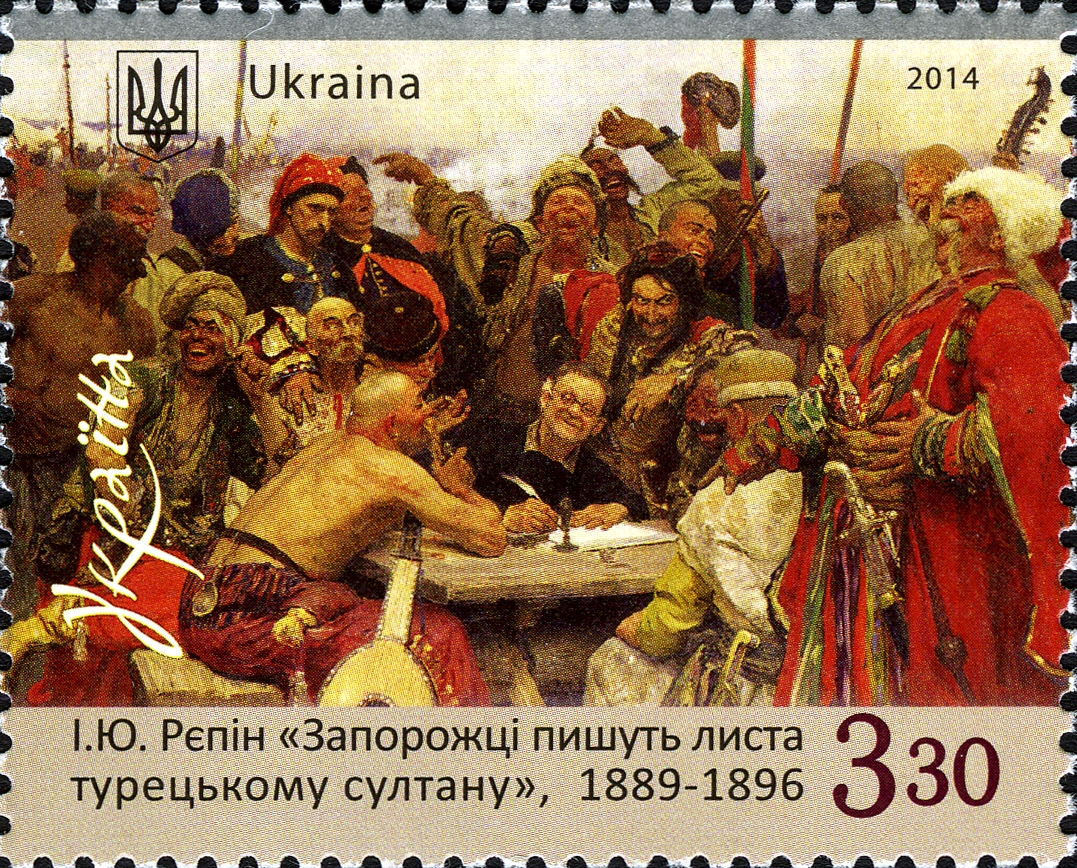
Почтовая марка Украины, 2014 год

### На товарах народного потребления
Картина была представлена на пачке папирос «Запорожцi» (Ленинград, фабрика им. Клары Цеткин), и «Запорожцы» (Москва, завод «Дукат»).

### В компьютерных играх
- Является логотипом серии RTS «Казаки» (изображена на обложках игр Казаки: Европейские войны и Казаки: Снова война).